# (2795) Lepage
(2795) Lepage es un asteroide que forma parte del cinturón de asteroides y fue descubierto por Edgar R. Netto y Henri Debehogne desde el Observatorio de La Silla, Chile, el 16 de diciembre de 1979.

## Designación y nombre
Lepage recibió inicialmente la designación de 1979 YM.
Más tarde, en 1985, se nombró en honor del matemático belga Théophile Lepage (1901-1991).

## Características orbitales
Lepage orbita a una distancia media del Sol de 2,296 ua, pudiendo acercarse hasta 2,23 ua y alejarse hasta 2,362 ua. Tiene una inclinación orbital de 6,04 grados y una excentricidad de 0,02882. Emplea 1271 días en completar una órbita alrededor del Sol.

## Características físicas
La magnitud absoluta de Lepage es 12,9. Está clasificado en el tipo espectral V.